# Čudnovate zgode šegrta Hlapića
Čudnovate zgode šegrta Hlapića prvi je roman Ivane Brlić-Mažuranić i prvi hrvatski roman za djecu. Objavljen 1913., postao je prototip dječjeg romana u hrvatskoj književnosti.
Ima realistično ishodište, ali i karakteristike bajke, utoliko što je stvarni svijet u njemu stiliziran i apstrahiran. U središtu je postolarski pomoćnik (šegrt) Hlapić i njegove pustolovine na sedmodnevnom putovanju na koje odlazi kako bi razgazio male uske čizmice što su mu uzrokovale nevolje kod strogog Majstora Mrkonje. Hlapić je "malen kao lakat, veseo kao ptica, hrabar kao Kraljević Marko, mudar kao knjiga, a dobar kao sunce." Na svom putu će susresti razne ljude i učiniti mnogo dobrih djela. Pridružit će mu se i djevojčica Gita. Pripovijedanje je jednostavno i živo, te spojeno s humanističkim viđenjem svijeta autorice.
Jedno je od najpoznatijih djela hrvatske književnosti za djecu, lektira za učenike osnovnih škola, i polazište za više kazališnih predstava i filmskih ekranizacija.

## Vanjske poveznice
- Ivana Brlić Mažuranić: Čudnovate zgode šegrta Hlapića, knjiga u PDF formatu